# Informationsüberflutung
Informationsüberflutung (auch Informationsflut, englisch information overload oder englisch information flood) bezeichnet in der Informetrie in einer ersten Bedeutung die intellektuelle Belastung einer Person, die zu viele  Informationen übermittelt bekommt, um diese zeitnah verarbeiten zu können.

## Allgemeines
Neben der Informationswissenschaft wird Informationsüberflutung auch in den Wirtschaftswissenschaften, der Informatik, der Psychologie und den Ingenieurwissenschaften untersucht. Konsequenz von Informationsüberflutung ist eine Verschlechterung der Entscheidungsfähigkeit eines Entscheidungsträgers. Informationsüberflutung am Arbeitsplatz beeinträchtigt darüber hinaus die Gesundheit und Leistungsfähigkeit von Mitarbeitern.
In der zweiten Bedeutung kann es auch eine Technik der Manipulation bezeichnen. Die englische Bezeichnung Information overload wurde 1970 von Alvin Toffler in seinem Buch Future Shock geprägt.
Große Mengen („Flut“) an alten Daten, an neu hinzugefügten Daten, Widersprüche in vorhandenen Daten und ein niedriges Signal-Rausch-Verhältnis, also ein hohes Rauschen (im übertragenen Sinne), machen es schwierig, Informationen zu filtern (= Wichtiges von Unwichtigem und Interessantes von Uninteressantem zu trennen). Unwissen über Methoden des Vergleichens und Aufarbeitens von Informationen kann diesen Effekt verstärken. Ein wichtiger Filter ist dabei die selektive Wahrnehmung.
Die These „Too much of anything can make you sick“ (deutsch „Zu viel an irgendetwas kann dich krank machen“) zeigt, welche Informationen zu Reizüberflutung führen können – anything meint nicht something, sondern etwas von Desinteresse, etwas Dissonanz, keine Harmonie. Eine geringe Dosis beeinträchtigt meistens nur wenig, während too much zu einem psychischen Abwehrmechanismus (Reaktanz) führt, zum Ablösen von der Quelle.

## Gründe
Gründe für die Informationsüberflutung sind:
- schnelle Entwicklung der Informations- und Kommunikationstechnik (geringere Speicherkosten, Suchmaschinen),
- globale Vernetzung des Wissens,
- unter anderem auch die Zunahme der Publikationsformen und
- eine propagandistische Absicht.

Bei E-Mails werden Informationen im Sinne einer push-Kommunikation an die Empfänger versendet, wobei Nachrichten als Carbon Copy zugleich an viele Empfänger versendet werden können. Durch dieses sogenannte Posting (vergleichbar mit einem Schwarzen Brett, das eine Information ebenfalls teil-öffentlich macht) steigt die Gesamtzahl der Nachrichten erheblich.

## Informationsüberflutung und Propaganda
Emma Briant charakterisiert diese Propagandatechnik wie folgt:
- "Informationsüberflutung kann die gleiche Wirkung haben wie die Geheimhaltung und sicherlich kurzfristig und für Demokratien heute als wirksamer angesehen werden."
- "Wenn eine Informationsüberflutung auftritt, ist es wahrscheinlich, dass die Entscheidungsqualität beeinträchtigt wird."
- "Die Informationsflut, die durch die moderne Technologie erzeugt wird, [...] droht, die Empfänger passiv zu machen. Überlastung führt zur Ablösung."

Diese Technik wird auch von Rainer Mausfeld dargestellt. Der Zusammenhang zwischen Informationsflut und der schnelleren Verbreitung von fake news ist umstritten.
Bei der propagandistischen Verwendung handelt es sich in einem weiteren Sinne auch um die Überschwemmung des Rezipienten mit einer Flut widersprüchlicher, vager und unbelegter oder erfundener Informationen, die Orientierung unmöglich macht und damit zur Verunsicherung und zum Unglauben führt.

## Umgang
Ansatzpunkte, um einer Informationsüberflutung entgegenzuwirken, sind:
- die eigenen Fähigkeiten und Kenntnisse im Umgang mit Informationen zu verbessern. Dazu gehört Bildung in den Bereichen Selbstmanagement, Informationsmanagement und Medienkompetenz mit dem Ziel, unter anderem systematisch Prioritäten zu setzen und Maßnahmen anzuwenden, damit die eingegangenen Informationen nicht überhandnehmen, sodass sie nicht mehr überschaubar werden.
- die Qualität von Informationen im Arbeitsumfeld zu verbessern. Dies kann beispielsweise durch die Einführung von Qualitätsstandards und Regeln für Information und Kommunikation sowie durch bessere Strukturierung und Visualisierung von Information geschehen.
- die Arbeitsorganisation zu verbessern. Dazu gehört, dass wichtige Arbeiten ohne Unterbrechung bearbeitet werden können. An Informationslieferanten sollte klar kommuniziert werden, welche Informationen benötigt werden und welche nicht. Zum Filtern und Organisieren von Informationen kann Technologie (z. B. E-Mail-Filter) eingesetzt werden.

## Online Communitys
Der Ausdruck Informationsüberflutung wird gewöhnlich verwendet im Zusammenhang mit verschiedenen Formen der netzbasierten Kommunikation wie beispielsweise
- E-Mail
- Social Media: Blogs und Mikroblogs (z. B. Twitter), Content Communitys (z. B. YouTube), soziale Netzwerke (z. B. Facebook), MMORPGs (z. B. World of Warcraft), und soziale virtuelle Welten (z. B. Second Life)

Durch die je nach Person begrenzte Möglichkeit, Informationen zu verarbeiten, werden Online-Communitys in ihrer Aktivität eingeschränkt. Mit steigender Anzahl der Beiträge reagieren Community-Mitglieder mit dem Ignorieren von Informationen, dem Verringern ihrer Beiträge oder dem gänzlichen Verlassen der Community; in solchen mit hohem Wachstum an Mitgliedern wurde zugleich eine steigende Abwanderung und sinkende Beitragszahlen von bisherigen Mitgliedern beobachtet, was neben dem sogenannten sozialen Faulenzen der Informationsüberflutung als Gegenpart zum Netzwerkeffekt zugeschrieben wird.
Die Wirksamkeit einer Informationsüberflutung hängt stark von der jeweiligen Software ab. Sie wird etwa in Communitys, in denen asynchrone Kommunikation vorherrscht, für geringer angesehen als bei solchen mit synchroner Kommunikation.

## Zitate
„Die durch moderne Technologien erzeugte Informationsflut droht deren Adressaten in Passivität versinken zu lassen. Seely Brown trifft hier eine hilfreiche Unterscheidung zwischen Information und Kommunikation. Eine Überfülle an Information ist kein nebensächliches Problem. Große Mengen an Rohdaten bilden eine politische Tatsache. Die wachsenden Datenmengen führen zu einer Zentralisierung der Kontrolle. In der Kommunikation verringert sich dagegen die Informationsmenge durch die Interaktion der Menschen und ihre Interpretationen. Bearbeiten und Weglassen sind Verfahren, die eine Dezentralisierung der Kommunikation bewirken.“

„Wir ertrinken in Informationen und hungern nach Wissen.“